# Code de Kitaev
 (août 2017).
Si vous disposez d'ouvrages ou d'articles de référence ou si vous connaissez des sites web de qualité traitant du thème abordé ici, merci de compléter l'article en donnant les références utiles à sa vérifiabilité et en les liant à la section « Notes et références ».
Le code de Kitaev (aussi appelé le « code torique ») est un code de correction d'erreurs quantiques topologique, qui peut être défini par le formalisme des codes stabilisateurs sur un réseau carré 2D,
Ce code fait partie de la famille des codes de surfaces et il possède des conditions aux bords périodiques, ce qui forme donc un tore.

## Détails
Pour le code de Kitaev, il existe 2 types de stabilisateurs, les stabilisateurs de plaquettes et de sites. 
On peut interpréter ce code comme étant un ensemble de spin-1/2 (qubits physiques) placés sur chaque arête d'un réseau carré 2D. 
Il est donc possible de définir les stabilisateurs et un hamiltonien pour ce système.

### Stabilisateurs
Il existe deux types de stabilisateurs pour ce code. Les stabilisateurs de sommets {\displaystyle A_{s}} et les stabilisateurs de plaquettes {\displaystyle B_{p}}. En termes des opérateurs de Pauli, on exprime ces stabilisateurs comme:
{\displaystyle A_{s}=\prod _{i\in V(s)}\sigma _{i}^{x},\,\,B_{p}=\prod _{i\in V(p)}\sigma _{i}^{z}.}
avec {\displaystyle V(s)} correspondant à l'ensemble des arêtes sortant du sommet {\displaystyle s} et {\displaystyle V(p)} l'ensemble des arêtes autour des plaquettes {\displaystyle p}.
Connaissant le nombre de qubits physiques et de stabilisateurs indépendants (générateurs), on peut montrer que ce code permet d'encoder 2 qubits logiques.

### Hamiltonien
L'Hamiltonien de ce système est donné par
{\displaystyle H=-\left(\sum _{s}A_{s}+\sum _{p}B_{p}\right)}
De plus, on note les relations de commutations suivantes :
{\displaystyle [A_{s},A_{s}']=0} ;          {\displaystyle [B_{p},B_{p}']=0} ;         {\displaystyle [A_{s},B_{p}]=0}
et l'état fondamental de l'Hamiltonien {\displaystyle |\psi \rangle } correspond aussi à l'état code tel que  
{\displaystyle A_{s}|\psi \rangle =|\psi \rangle ,\,\,\forall v,\,\,B_{p}|\psi \rangle =|\psi \rangle ,\,\,\forall p,}